# Siikais församling
Siikais församling (finska: Siikaisten seurakunta) var en evangelisk-luthersk församling i Siikais, Finland. Församlingen hörde till Åbo ärkestift och Björneborgs prosteri. Kyrkoherde i församlingen var Olavi Ervasti. I slutet av 2021 hade Siikais församling cirka 1 100 medlemmar. Församlingens verksamhet skedde i huvudsakligen på finska.Siikais församlingen blev en del av Kankaanpää församling år 2023 och blev en kapellförsamling.
Siikais församling grundades som kapellförsamling till Sastmola församling år 1772. Församlingen blev självständig år 1871. Siikais församlings huvudkyrka var Siikais kyrka.